# 대한민국 제20대 대통령 선거 노동당 후보 선출
제20대 대통령 선거 노동당 후보 선출은 대한민국 제20대 대통령 선거에 입후보할 노동당과 사회변혁노동자당의 단일 후보자 선출을 위해 한국사회 체제전환을 위한 사회주의 좌파 공동투쟁본부에서 경선을 치른 뒤, 해당 후보자가 노동당에 입당해 노동당의 대선후보로 출마한 일이다.

## 일정
- 2021년 12월 18일~12월 23일: 선거인단 모집
- 12월 21일: 후보자 합동토론회
- 12월 22일: 후보자 유튜브 영상 유세
- 12월 27일~12월 29일: 선거인단 투표 실시
- 12월 29일: 최종 후보자 선출

## 결과
선거인단 총 유권자 수는 4,218명, 총 투표자 수는 2,515명으로 투표율은 59.6%이다. 또한 무효표는 74표이다.
사회변혁노동자당의 이백윤 후보가 1,698표로 69.6%, 노동당의 이갑용 후보가 462표로 18.9%, 노동당의 박성철 후보가 281표로 11.5%로 사회변혁노동자당의 이백윤 후보가 최종 후보자로 선출되었다. 이백윤 후보는 투표 결과가 발표된 오후 6시를 기점으로 후보로 선출되었다.
| 순위 | 이름   | 소속             | 득표수  | 득표율 | 비고            |
| ---- | ------ | ---------------- | ------- | ------ | --------------- |
| 1    | 이백윤 | 사회변혁노동자당 | 1,698표 | 69.6%  | 최종후보자 선출 |
| 2    | 이갑용 | 노동당           | 462표   | 18.9%  |                 |
| 3    | 박성철 | 노동당           | 281표   | 11.5%  |                 |

이후 법외 정당인 사회변혁노동자당은 노동당과 합당을 진행시키기로 하였고 구성원들이 노동당에 입당하여 2022년 2월 노동당 통합 전당대회에서 이백윤을 노동당의 후보로 추대하고, 당명은 당분간 노동당으로 유지하기로 하였다. 이후 대통령 선거 후보로 등록했으나 낙선하였다.

## 같이 보기
- 대한민국 제20대 대통령 선거